# Врба (Зубин Поток)
Врба је насеље у општини Зубин Поток на Косову и Метохији. Атар насеља се налази на територији катастарске општине Лучка Река. Историјски и географски припада Ибарском Колашину. Насеље је на јужним обронцима Рогозне. Село је у суштини један од засеока Лучке Реке, али има статус самосталног насељеног места. Налази се у проширењу у долини Лучке Реке. Становништво је пореклом из засеока Бурлата -Соврлића, па се тако и презивају Соврлићи. Пореклом из овог села је певачица народне музике Бранка Соврлић. После ослобађања од турске власти место је у саставу Звечанског округа, у срезу митровичком, у општини рујишкој и 1912. године има 60 становника.

## Демографија
Насеље има српску етничку већину.
Број становника на пописима:
- попис становништва 1948. године: 74
- попис становништва 1953. године: 73
- попис становништва 1961. године: 67
- попис становништва 1971. године: 41
- попис становништва 1981. године: 28
- попис становништва 1991. године: 55